# 坪寨彝族乡
坪寨彝族乡是中华人民共和国贵州省六盤水市水城区下辖的一个民族乡。

## 行政区划
坪寨彝族乡下辖以下村级行政区划单位：
坪寨村、普联村、播落村和箐马村。